# Боченаго
Боченаго (итал. Bocenago) — коммуна в Италии, располагается в области Трентино-Альто-Адидже, в провинции Тренто.
Население составляет 396 человек (2021 г.), плотность населения составляет 50 чел./км². Занимает площадь 8 км². Почтовый индекс — 38080. Телефонный код — 0465.
Покровительницей коммуны почитается святая Маргарита, празднование в третье воскресение июля.

## Население
Динамика населения: